# Vices & Virtues
«Vices & Virtues» (укр. Пороки та чесноти) — третій за рахунком студійний альбом американського рок-гурту Panic! at the Disco, випущений на лейблі Fueled by Ramen 22 березня 2011 у США. Спродюсований Джоном Фельдманном та Бутчем Волкером, альбом був записаний дуетом вокаліста та мульти-інструменталіста Брендона Урі та барабанщика Спенсера Сміта, після відходу основного автора текстів та гітариста Райана Росса та басиста Джона Волкера у липні 2009 року.

## Список композицій
| Стандартне видання        | Стандартне видання                    | Стандартне видання |
| #                         | Назва                                 | Тривалість         |
| ------------------------- | ------------------------------------- | ------------------ |
| 1.                        | «The Ballad of Mona Lisa»             | 3:47               |
| 2.                        | «Let's Kill Tonight»                  | 3:33               |
| 3.                        | «Hurricane»                           | 4:25               |
| 4.                        | «Memories»                            | 3:26               |
| 5.                        | «Trade Mistakes»                      | 3:36               |
| 6.                        | «Ready to Go (Get Me Out of My Mind)» | 3:37               |
| 7.                        | «Always»                              | 2:34               |
| 8.                        | «The Calendar»                        | 4:43               |
| 9.                        | «Sarah Smiles»                        | 3:33               |
| 10.                       | «Nearly Witches (Ever Since We Met…)» | 4:16               |
| Загальна тривалість 38:02 |                                       |                    |

| Shockhound бонус трек     | Shockhound бонус трек | Shockhound бонус трек |
| #                         | Назва                 | Тривалість            |
| ------------------------- | --------------------- | --------------------- |
| 11.                       | «Kaleidoscope Eyes»   | 3:20                  |
| Загальна тривалість 41:22 |                       |                       |

| Бонусні треки подарункового видання | Бонусні треки подарункового видання | Бонусні треки подарункового видання |
| #                                   | Назва                               | Тривалість                          |
| ----------------------------------- | ----------------------------------- | ----------------------------------- |
| 11.                                 | «Stall Me»                          | 3:10                                |
| 12.                                 | «Oh Glory» (Demo)                   | 3:03                                |
| 13.                                 | «I Wanna Be Free»                   | 2:45                                |
| 14.                                 | «Turn Off the Lights»               | 4:00                                |
| Загальна тривалість 50:25           |                                     |                                     |

| Бонусні треки японського видання | Бонусні треки японського видання | Бонусні треки японського видання |
| #                                | Назва                            | Тривалість                       |
| -------------------------------- | -------------------------------- | -------------------------------- |
| 11.                              | «Kaleidoscope Eyes»              | 3:20                             |
| 12.                              | «Stall Me»                       | 3:10                             |
| 13.                              | «Oh Glory» (Demo)                | 3:03                             |
| 14.                              | «I Wanna Be Free»                | 2:45                             |
| 15.                              | «Turn Off the Lights»            | 4:00                             |
| Загальна тривалість 53:45        |                                  |                                  |

| Бонусні треки з iTunes передзамовлення | Бонусні треки з iTunes передзамовлення | Бонусні треки з iTunes передзамовлення |
| #                                      | Назва                                  | Тривалість                             |
| -------------------------------------- | -------------------------------------- | -------------------------------------- |
| 11.                                    | «Bittersweet»                          | 3:34                                   |
| Загальна тривалість 41:36              |                                        |                                        |

## Учасники запису
Інформація про учасників запису запозичена з сайту AllMusic:
- Брендон Урі — спів, ритм-гітара, бас-гітара, клавішні, синтезатор;
- Спенсер Сміт — барабани, перкусія;
- Даллон Вікс — обкладинка альбому.